# Голландія (Севастополь)
Голла́ндія (крим. Gollandiya) — історична місцевість у Севастополі на Північній стороні, а також балка і бухта, що примикає до неї, в акваторії Великої Севастопольської бухти (між Доковою та Сухарною бухтами, навпроти Кілен-бухти). Частини району — Верхня Голландія та Міраж-4.

## Опис
У районі Голландії є близько 80 підземних казематів, у яких зберігаються боєприпаси. У 1941—1942 роках там був побудований підземний шпиталь.
У Голландії існує станція розмагнічування корпусів військових кораблів. Пам'ятник засновникам методу Ігорю Васильовичу Курчатову та Анатолію Петровичу Александрову розташований на набережній. Головна вулиця має назву Курчатова.
Має двостороннє сполучення катерами з Графською пристанню, через Голландію йдуть катери з Інкермана. У Голландії ходять автобуси і маршрутні таксі № 46 із площі Захарова, центральної на Північній стороні, а також № 56 — із Радіогірки. Деякі рейси автобуса маршруту № 106 Північна — Інкерман заходять у Голландію.

## Історія
Місцевість, а за нею і бухта, отримала назву за аналогією з Новою Голландією в Петербурзі, у якому при Петрові Першому розташовувався склад лісу для ремонту і будівництва кораблів. Тут на початку XIX століття також були влаштовані склади лісу. Матроси-кронштадтці брали участь у будівництві севастопольських складів і зберегли за ними петербурзьку назву — Голландія. Пізніше це місце стає популярним для заміських прогулянок, з'являються дачі.
Тут у саду на своїй дачі 28 червня 1906 року був убитий командувач Чорноморським флотом Росії адмірал Г. Чухнін. Його застрелив за придушення Севастопольського повстання 1905 року за вироком партії есерів матрос Я. С. Акімов.
На східному схилі балки Голландія в 1911 році почалося будівництво корпусів Севастопольського морського кадетського корпусу, які були закінчені тільки в 1960 році, як комплекс будівель Вищого Військово-Морського Інженерного училища (СВВМІУ). У 1996 році це училище було перетворено в Севастопольський інститут ядерної енергії та промисловості (СІЯЕіП), пізніше перейменований у Севастопольський національний університет ядерної енергії та промисловості (СНУЯЕіП). У Голландії розташований діючий дослідний атомний реактор «ІР-100», який раніше належав Севастопольському вищому військово-морському інженерному училищу, а нині входить до складу СНУЯЕіП.